# مارتزانو آپیو
مارتزانو آپیو (به ایتالیایی: Marzano Appio) یک کومونه در ایتالیا است که در استان کسرتا واقع شده‌است.

## خصوصیات
مارتزانو آپیو ۲۸٫۲ کیلومترمربع مساحت و ۲٬۳۷۳ نفر جمعیت دارد و ۳۱۸ متر بالاتر از سطح دریا واقع شده‌است.